# The Mourning of a Star
The Mourning of a Star från 1971 är ett musikalbum med Keith Jarrett, Charlie Haden och Paul Motian. Albumet spelades in i juli/augusti 1971 i Atlantic Recording Studios, New York.

## Låtlista
All musik är skriven av Keith Jarrett om inget annat anges.
1. Follow the Crooked Path (Though It Be Longer) – 6:15
2. Interlude No. 3 – 1:15
3. Standing Outside – 3:22
4. Everything That Lives Laments – 2:16
5. Interlude No. 1 – 1:40
6. Trust – 6:56
7. All I Want (Joni Mitchell) – 2:22
8. Traces of You – 5:08
9. The Mourning of a Star – 9:24
10. Interlude No. 2 – 0:55
11. Sympathy – 4:32

## Medverkande
- Keith Jarrett – piano, sopransaxofon, congas
- Charlie Haden – bas
- Paul Motian – trummor, congas